# Dunedinia
Genre
Dunedinia est un genre d'araignées aranéomorphes de la famille des Linyphiidae.

## Distribution
Les espèces de ce genre se rencontrent en Nouvelle-Zélande et en Australie.

## Liste des espèces
Selon World Spider Catalog (version 16.5, 11/08/2015) :
- Dunedinia decolor Millidge, 1988
- Dunedinia denticulata Millidge, 1988
- Dunedinia occidentalis Millidge, 1993
- Dunedinia opaca Millidge, 1993
- Dunedinia pullata Millidge, 1988

## Publication originale
- Millidge, 1988 : The spiders of New Zealand: Part VI. Family Linyphiidae. Otago Museum Bulletin, vol. 6, p. 35-67.